# Луїс Манделлі
Луї Хільдебранд Манделлі (1833–1880) був італійським поселенцем в Індії, плантатором чаю, зоологом і орнітологом-любителем. Живучи в Дарджілінгу та збираючи зразки птахів і тварин навколо Сіккіму, він виявив багато видів у цьому регіоні, і деякі з них були названі на його честь. Його шанують під іменами Locustella mandelli, Snowfinch Манделлі та мишоухий кажан Манделлі.
Є припущення, що він міг народитися як Луї Кастельнуово, з аристократичної мальтійської сім'ї, і що його батько Джером взяв прізвище матері, можливо, щоб уникнути асоціації з Джузеппе Гарібальді.  Наприкінці 1864 року Манделлі отримав контракт менеджера Lebong and Minchu Tea Company у Дарджілінгу. 21 січня 1865 року він одружився з Енн Джонс у Дарджілінгу. Приблизно в 1868 році чайна плантація була передана Земельному іпотечному банку Індії, а також Манделлі став завідувачем Мінерального джерела. У 1872 році він став керувати Чайним маєтком Чонтонг, таким чином керуючи 1350 акрів. У 1880 році він отримав нерухомість у Дарджілінгу, яка стала називатися «Mandelligunge».
У 1871 році він відомий як власник маєтку Bycemaree (70 акрів) у Сілігурі разом з W. R. Martin, а в 1873 році два партнери придбали ще 160 акрів у Munjha, але продали їх у 1875 році, отримавши 200 акрів чайного маєтку Kyel у 1876 році.